# Svenska Försäkringsföreningen
Svenska Försäkringsföreningen (SFF) är en fristående ideell förening som arbetar med kompetensutveckling och nätverkande i pensions- och försäkringsfrågor.

## Utbildningsverksamhet och medlemskap
Svenska Försäkringsföreningens utvecklar och tillhandahåller både yrkesspecifik som generell kompetensutveckling inom försäkringsområdet genom utbildningar, seminarier, mötesplatser och nätverksträffar. SFF erbjuder två olika medlemskap – personligt medlemskap och företagsmedlemskap. SFF har över 150 företagsmedlemmar och c:a 1500 personliga medlemmar.

## Stipendier och utmärkelser
SFF delar ut stipendier för forskning och studier från stiftelser med olika ändamålsinriktning. Föreningen delar även årligen ut utmärkelserna SFF Årliga pris och Ung talang i försäkringsbranschen för att lyfta fram försäkringsbranschen och dess förebilder.  
Svenska Försäkringsföreningen grundades 1875 och är en av de äldsta fortfarande verksamma branschorganisationerna i Sverige.  